# Lưu Huỳnh
Lưu Huỳnh (geb. vor 1994) ist ein vietnamesischer Filmregisseur.
Seinen ersten Film verwirklichte er 1994 mit Em và Michael Jackson („Ich und Michael Jackson“). Sein Film Đường trần („Lebensabschnitt“) erschien 1999. In diesem geht es um ein junges Mädchen, das, nachdem es von seinem Stiefvater vergewaltigt wurde, auf eine spirituelle Reise mit einem buddhistischen Mönch geht. In diesem Film spielte Trương Ngọc Ánh, wie schon in Em và Michael Jackson, die Hauptrolle.
Sie war auch in dem nächsten Film des Regisseurs, Áo lụa Hà Đông („Das weiße Seidenkleid“), als Hauptdarstellerin engagiert. Dieser kam nach fünfjährigen Dreharbeiten 2006 heraus und war mit einem Budget von über zwei Millionen US-Dollar der bis dahin teuerste vietnamesische Film. Das Filmdrama um die Bemühungen eines Paares, ein wertvolles Seidenkleid zu erhalten, gewann den Publikumspreis auf dem Pusan International Film Festival 2006, in fünf Kategorien den wichtigsten vietnamesischen Filmpreis Cánh diều vàng (unter anderem als „bester Film“ und für die „beste Regie“) und ist die vietnamesische Einsendung für eine Nominierung als „bester fremdsprachiger Film“ bei der Oscarverleihung 2008.
Huỳnh lebt in den Vereinigten Staaten, wo er bereits Werbefilme und Musikvideos gedreht hat.